# Союзники (Первая мировая война)
Союзники в Первой мировой войне (англ. Allies of World War I, в российской историографии — антигерманская коалиция) — общее название членов коалиции государств (как эти страны именовали себя и своих союзников в своих пропагандистских средствах массовой информации в военное, а затем и послевоенное время), находившихся в состоянии войны с блоком так называемых Центральных держав во время Первой мировой войны. Понятие «Союзники» не было тождественно понятию «Антанта»: членами данного военного блока, основанного ещё до войны, были Великобритания, Франция и Россия. Италия вступила в войну на их стороне в 1915 году. Япония, Бельгия, Сербия, Черногория, Греция, Румыния и Чехословацкие легионы были не в полной мере членами Антанты. Кроме того, впоследствии в войну вступили и другие государства, членами Антанты не бывшие вовсе, — Португалия, Соединённые Штаты Америки и другие.
Соединённые Штаты объявили войну Германии на том основании, что Германия нарушила нейтралитет США, напав на американские корабли, осуществляющие международные морские перевозки, и из-за телеграммы Циммермана, которая была отправлена в Мексику. США вступили в войну в качестве «ассоциированной силы»,[уточнить] а не формального союзника Франции и Великобритании.. Союзники контролировали в 70 раз больше территории и имели в 8 раз больше живой силы с неоспоримым геополитическим преимуществом, чем Центральные державы.

## Возникновение союзного альянса
| Хронология событий июльского кризиса 1914 - 28 июня: Убийство Франца Фердинанда в Сараево - 20-23 июля: Визит Раймона Пуанкаре в Петербург - 23 июля: Австро-Венгерский ультиматум Сербии - 25 июля: Ответ Сербии на ультиматум - 25 июля: Решение о тайной частичной мобилизации в России - 26 июля: Австро-Венгерская частичная мобилизация - 28 июля: Австро-Венгрия объявляет войну Сербии - 29 июля: Российская частичная мобилизация - 30 июля: Российская всеобщая мобилизация - 31 июля: Австро-Венгерская всеобщая мобилизация - 31 июля: Немецкий ультиматум России — прекратить мобилизацию - 31 июля: Немецкий ультиматум Франции относительно нейтралитета - 1 августа: Французская всеобщая мобилизация - 1 августа: Немецкая всеобщая мобилизация и объявление войны России, а также немецкое вторжение в Люксембург. - 2 августа: Декларация Италии о нейтралитете - 3 августа: Объявление Германией войны Франции - 3 августа Германское вторжение в Бельгию - 4 августа Объявление Британией войны Германии |

В начавшейся в 1914 году войне, военному блоку Центральных держав противостояла Тройственная Антанта, военный союз между Великобританией, Россией и Францией, образованный в 1907 году.
Боевые действия начала Австро-Венгрия вторжением в Сербию 28 июля 1914 года, мотивируя это отказом властей Сербии согласиться с ультиматумом после убийства наследного эрцгерцога Франца Фердинанда. В ответ на это — союзница Сербии Россия объявила всеобщую мобилизацию, вслед за этим — союзница Австро-Венгрии Германская империя начала боевые действия против России и Франции.
8 августа вступила в войну Черногория (как союзник Сербии), атаковав австрийскую военно-морскую базу в Каттаро. В то же время, в соответствии с предварительно разработанным планом Шлиффена, немецкие войска вторглись в нейтральные Бельгию и Люксембург. Хотя более 95 % Бельгии было оккупировано, бельгийская армия оборонялась на западно-фламандском фронте в течение всей войны. Поэтому Бельгия была признанным союзником Антанты, в отличие от полностью оккупированного Люксембурга.
Японская империя присоединилась к Антанте, объявив 23 августа 1914 года войну Германии, а 25 августа и Австро-Венгрии. Японская императорская армия уже 2 сентября осадила Циндао в Китае и заняла ряд других немецких колоний в Тихом океане: Марианские, Маршалловы и Каролинские острова.
Несмотря на своё членство в Тройственном союзе, Италия оставалась нейтральной до 23 мая 1915 года, когда она присоединилась к Антанте, объявив войну Австро-Венгрии, но не Германии. 17 января 1916 г. Черногория капитулировала (тем самым покинув Антанту); в марте 1916 года Германия объявила войну Португалии, а 27 августа 1916 года Румыния начала военные действия против Австро-Венгрии.
6 апреля 1917 года в войну на стороне Антанты вступили Соединенные Штаты Америки, затем Греция (29 июня 1917) и ряд других стран (многие из которых, объявив войну, не участвовали в боевых действиях) После Октябрьской революции 1917 года Россия вышла из союза с Антантой и согласилась на сепаратный мир с центральными державами, подписав Брест-Литовский договор 3 марта 1918 года. Румыния в мае 1918 года была вынуждена сделать то же самое в соответствии с Бухарестским договором, но 10 ноября она отказалась от договора и продолжила войну против центральных держав.
В итоге, список союзных держав, которые участвовали в переговорах по Версальскому договору в 1919 году, включал Францию, Великобританию, Италию, Японию и США. Согласно первой части Версальского договора была создана Лига Наций. Однако 16 января 1920 года, когда Великобритания, Франция, Италия и Япония стали постоянными членами исполнительного совета[чего?], сенат США отказался от ратификации Версальского договора и подписал отдельный договор с Германией.

## Полный состав анти-германской коалиции

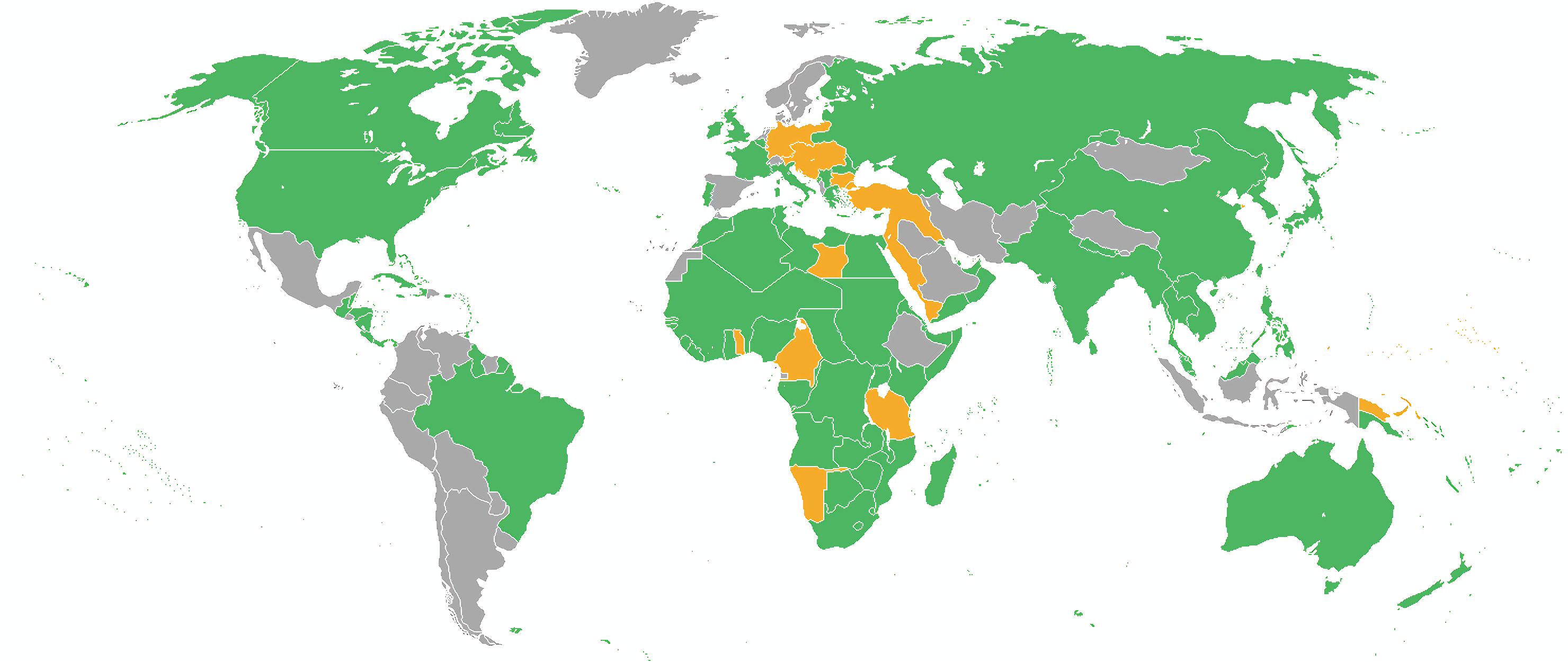
Карта мира, показывающая территории стран-участниц Первой мировой войны. Члены Антанты и союзных ей стран окрашены в зелёный цвет, страны блока «Центральных держав» — в оранжевом цвете, нейтральные страны — серый цвет.

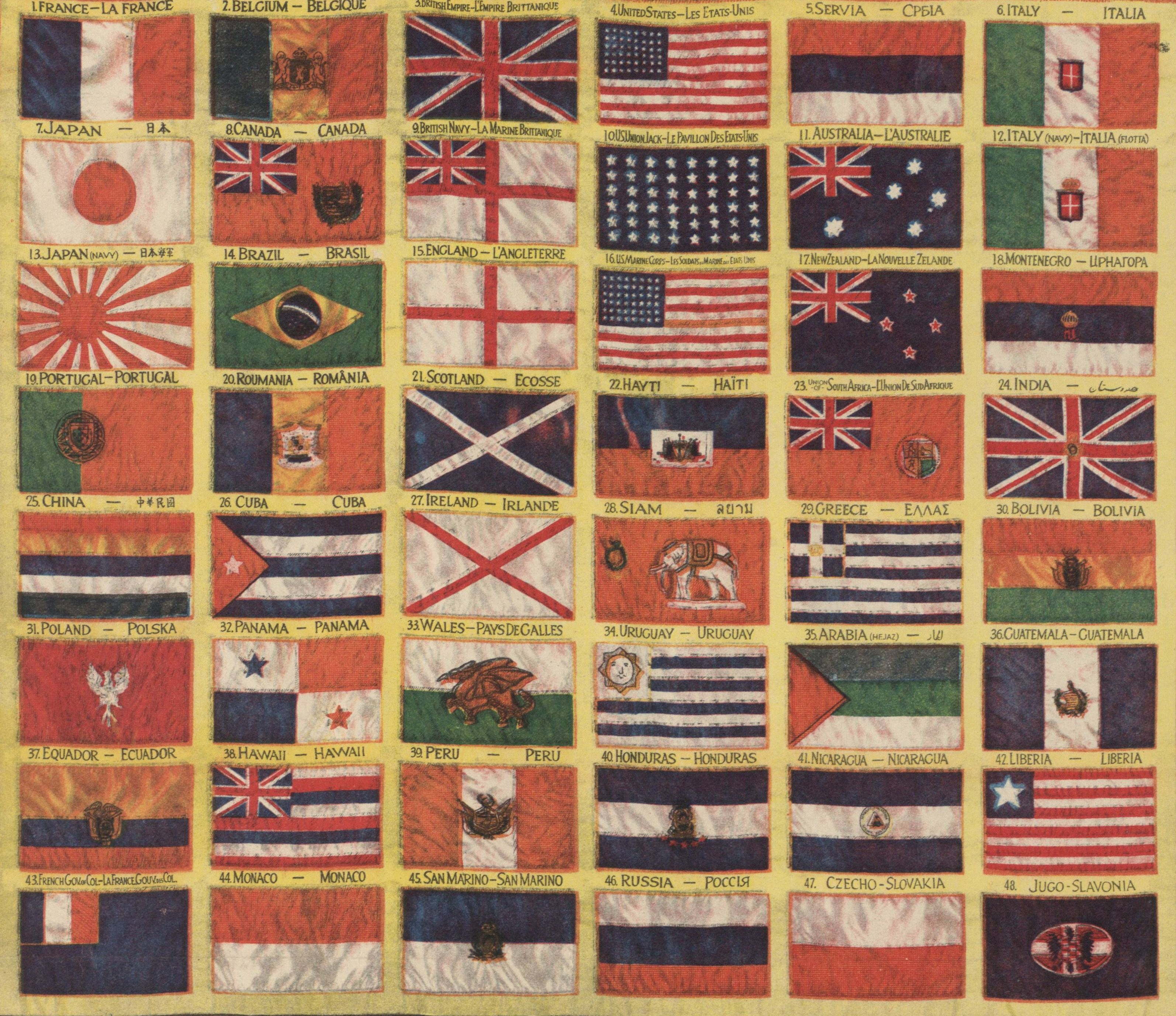
Флаги стран-союзниц на знамени Фердинанда Фоша

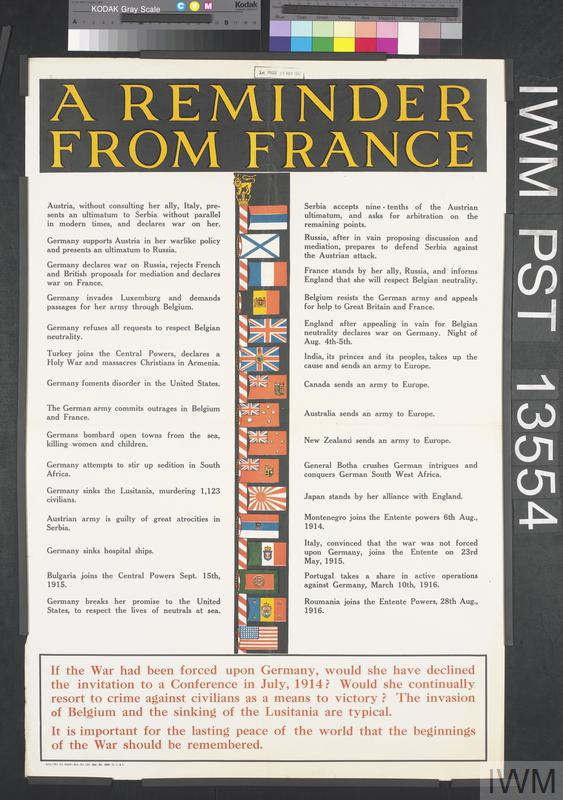

|                           | Страна                   | Дата вступления в войну | Примечания |
| ------------------------- | ------------------------ | ----------------------- | --- |
| Сербия                    | Сербия                   | 28 июля 1914            | После войны стала основой Югославии. |
| Россия                    | Россия                   | 1 августа 1914          | Заключила сепаратный мир с Германией 23 февраля 1918 года. (см. Брестский Мир)                                                                                                 |
| Франция                   | Франция                  | 3 августа 1914          | |
| Бельгия                   | Бельгия                  | 4 августа 1914          | Будучи нейтральной, отказалась пропустить германские войска, что привело к её вступлению в войну на стороне Антанты.                                                           |
| Великобритания            | Великобритания           | 4 августа 1914          | |
| Черногория                | Черногория               | 5 августа 1914          | После войны вошла в состав Югославии. |
| Японская империя          | Япония                   | 23 августа 1914         | |
| Италия                    | Италия                   | 23 мая 1915             | Являясь членом Тройственного союза, сначала отказалась поддержать Германию, а затем перешла на сторону её противников.                                                         |
| Сан-Марино                | Сан-Марино               | 1915                    | Официально Сан-Марино придерживалась нейтралитета, но Австро-Венгрия не признавала нейтралитет республики и считала её вражеской страной.                                      |
| Португалия                | Португалия               | 9 марта 1916            | |
| Хиджаз                    | Хиджаз                   | 30 мая 1916             | Часть Османской империи с арабским населением, провозгласившая независимость в ходе войны.                                                                                     |
| Румыния                   | Румыния                  | 27 августа 1916         | Заключила сепаратный мир 7 мая 1918 года, но 10 ноября того же года вновь вступила в войну.                                                                                    |
| Соединённые Штаты Америки | США                      | 6 апреля 1917           | Вопреки распространённому[чьему?] мнению, никогда не входили в Антанту, являясь лишь её союзником.                                                                             |
| Панама                    | Панама                   | 7 апреля 1917           | |
| Куба                      | Куба                     | 7 апреля 1917           | |
| Королевство Греция        | Греция                   | 29 июня 1917            | |
| Сиам                      | Раттанакосин             | 22 июля 1917            | Сиам объявил войну Германии для того, чтобы расположить к себе Великобританию и Францию, и был единственным азиатским государством, отправившим свои войска на Западный фронт. |
| Либерия                   | Либерия                  | 4 августа 1917          | |
| Китай                     | Китай                    | 14 августа 1917         | Китай официально вступил в войну на стороне Антанты, но участвовал в ней лишь формально; в боевых действиях китайские вооружённые силы участия не принимали.                   |
| Бразилия                  | Бразилия                 | 26 октября 1917         | |
| Гватемала                 | Гватемала                | 30 апреля 1918          | |
| Никарагуа                 | Никарагуа                | 8 мая 1918              | |
| Коста-Рика                | Коста-Рика               | 23 мая 1918             | |
| Республика Гаити          | Гаити                    | 12 июля 1918            | |
| Гондурас                  | Гондурас                 | 19 июля 1918            | |
| Боливия                   | Боливия                  | Нет                     | Не объявили войну, но разорвали дипломатические отношения со странами коалиции Центральных держав.                                                                             |
| Доминиканская Республика  | Доминиканская республика | Нет                     | Не объявили войну, но разорвали дипломатические отношения со странами коалиции Центральных держав.                                                                             |
| Перу                      | Перу                     | Нет                     | Не объявили войну, но разорвали дипломатические отношения со странами коалиции Центральных держав.                                                                             |
| Уругвай                   | Уругвай                  | Нет                     | Не объявили войну, но разорвали дипломатические отношения со странами коалиции Центральных держав.                                                                             |
| Эквадор                   | Эквадор                  | Нет                     | Не объявили войну, но разорвали дипломатические отношения со странами коалиции Центральных держав.                                                                             |

## Спорный статус

### Андорра
Популярная информация[какая?] в интернете гласит, что во время Первой мировой войны Андорра присоединилась к Союзникам и объявила войну Германии. Поскольку никто от страны в войне не участвовал, то никто не пригласил Андорру на переговоры по Версальскому договору. Таким образом, технически она оставалась бы в состоянии войны до 1940-х или 1950-х годов, когда был подписан мир. Но в 2014 году новостное агентство «Ràdio i Televisió d’Andorra», проведя расследование по статьям 1958 года, не смогло найти никаких документов, подтверждающих объявление войны. Историк Пере Каверо смог найти только обмен письмами между немецким консулом в Марселе и каталонским омбудсменом, где первый спрашивает, есть ли состояние войны с Андоррой — на что второй ему отвечает, что в их архиве нет ничего, что могло бы указать на это.

## Дружественные страны
Некоторые нейтральные страны выразили свою поддержку делу коалиции Союзников в войне, тогда как некоторые другие государства выражали свою поддержку другой стороне конфликта.

### Монако
Некоторые монегаски поддержали Антанту в войне, например, князь Луи служил капитаном 1-й французской армии, а затем в штабе 5-й армии. Его награждали несколько раз, в 1915 году он получил Военный крест, а в следующем году был назначен командиром эскадрильи. В июле 1918 года был тайно подписан Парижский договор между Францией и Монако, об этом не сообщалось публично до Парижской мирной конференции 1919 года.

### Сальвадор
Сальвадор был нейтральным, но предложил США использовать свои порты, когда те вступили в войну. Президент Карлос Мелендес подчеркнул, что это был «дружественный нейтралитет».

### Тибет
Тибет был нейтральным государством в Первой мировой войне, но выразил поддержку Великобритании и её союзникам. С началом войны Далай-лама немедленно предложил тысячу тибетских солдат для участия в войне на стороне Великобритании, но это предложение было отвергнуто. Далее он приказал, чтобы в главных монастырях по всему Тибету были совершены специальные молитвы за успех британского оружия. Поскольку тибетцы действительно верили в действенность молитвы, то они считали, что для них это был реальный и существенный вклад.

### Норвегия
В Первой мировой войне Норвегию иногда называют «нейтральным союзником». Во время войны, будучи нейтральной страной, дипломатическое давление со стороны британского правительства склонило норвежское правительство отдать предпочтение Великобритании.